# Vincenzo Arecchia
Vincenzo Arecchia (* 28. Oktober 1996) ist ein italienischer Amateurboxer im Halbweltergewicht.

## Erfolge
Areccia gewann eine Bronzemedaille bei den Jugend-Weltmeisterschaften 2014 in Sofia und war somit für den einzigen italienischen Medaillengewinn bei dieser WM verantwortlich. Er hatte es durch Siege gegen Sizwe Ngema aus Südafrika, Liam Pario aus Australien, Patrick McDonagh aus England und Jawid Gulijew aus Aserbaidschan ins Halbfinale geschafft, wo er gegen Bibert Tumenow aus Russland ausschied.
Er war damit auch für die Olympischen Jugend-Sommerspiele 2014 in Nanjing qualifiziert, wo er gegen Wiktor Petrow aus der Ukraine, Adem Avcı aus der Türkei und Toshihiro Suzuki aus Japan die Goldmedaille gewann. Er wurde daraufhin für das Jahr 2014 mit dem Newcomer Award bei den Italian Sportrait Awards ausgezeichnet.
In einem Länderkampf im April 2015 besiegte er Slawa Kerber aus Deutschland. Bei der europäischen Olympiaqualifikation 2016 in der Türkei schied er im Achtelfinale gegen Howhannes Batschkow aus.
Nachdem er bei den U22-Europameisterschaften 2017 in Brăila im Viertelfinale ausgeschieden war, gewann er beim selben Event 2018 in Târgu Jiu eine Bronzemedaille. Bei den EU-Meisterschaften 2018 in Spanien unterlag er im Viertelfinale gegen Kieran Molloy.